# Wolrad de Nassau-Usingen
Wolrad de Nassau-Usingen —en alemany Walrad von Nassau-Usingen i en neerlandès Walraad van Nassau-Usingen— (Roermond, 25 de febrer de 1635 - Usingen, 17 d'octubre de 1702) era un noble de la Casa de Nassau, fill del comte Guillem Lluís de Nassau-Saarbrücken (1590 - 1640) i de la princesa Anna Amàlia de Baden-Durlach (1595 - 1651)
El 1659 el comtat de Nassau-Weilburg es va dividir en Nassau-Ottweiler per al seu germà Joan Lluís, Nassau-Saarbrücken per a Gustau Adolf, mentre que Wolrad es va quedar amb la titularitat de Nassau-Usingen convertit en un principat el 1688, essent el fundador de la línia "Usingen" de la Casa de Nassau.
Wolrad va fixar la seva residència a la ciutat d'Usingen a les muntanyes de Taunus. La ciutat va guanyar molt en prestigi i importància per ser la seu d'una de les branques de Nassau i també es va beneficiar del zel constructor de Wolrad. Entre 1660 i 1663, Wolrad va substituir l'antic castell d'Usingen per un nou palau. El 1692 un incendi va destruir gran part d'Usingen i Wolrad va utilitzar aquesta circumstància per a dirigir la reconstrucció sistemàtica de la ciutat.
El país va quedar molt desfet arran de la Guerra dels Trenta Anys, i la seva població molt reduïda. Per aquest motiu, Wolrad va promoure l'arribada dels hugonots que van haver de fugir de França, i els va concedir la llibertat de religió.
Wolrad era un militar respectat. En la seva carrera militar va esdevenir mariscal de camp general del Sacre Imperi Romanogermànic i de les Províncies Unides dels Països Baixos sota el príncep Guillem III de l'Orange. El 1683, va lluitar amb èxit en la batalla per aixecar el setge turc sobre la ciutat de Viena. També va tenir un paper destacat en la lluita contra els otomans que pretenien conquerir l'Europa Central. Per aquestes gestes, el rei Joan III de Polònia li va concedir l'Orde de l'Àliga Blanca, la més alta distinció polonesa.
Des de 1696, va dirigir les tropes holandeses. L'1 de juliol de 1690, va guanyar la batalla de Fleurus el 1690 i el 3 d'agost de 1692, la batalla de Steenkerke. També va intervenir en la Guerra de Successió espanyola.

## Matrimoni i fills
El 16 de juny de 1678 es va casar amb Caterina de Croy-Roeulx (1637 - 1686), filla d'Eustaqui II de Croy (1608 - 1673) i de Teodora Gertrudis de Kettler (1613 - 1682). El matrimoni va tenir cinc fills: 
- Guillema (1679 - 1718), casada amb Lluís de Grumbach, comte de Solms (†1727).
- Enric (1680 - 1682).
- Ernestina, nascuda i morta el (1683).
- Guillem Enric de Nassau-Usingen (1684 - 1718), príncep de Nassau-Usingen, casat amb Carlota Amàlia de Nassau-Dillenburg (1680 - 1738).
- Albertina (1686 - 1768), casada amb el comte Joan d'Ortenburg (1686 - 1725).

Havent enviudat, es casà de nou amb Magdalena de Löwenstein-Wertheim (1662 - 1733), filla del comte Feran de Löwenstein-Wertheim.